# Aeschynanthus suborbiculatus
Aeschynanthus suborbiculatus är en tvåhjärtbladig växtart som beskrevs av Spencer Le Marchant Moore. Aeschynanthus suborbiculatus ingår i släktet Aeschynanthus och familjen Gesneriaceae. Inga underarter finns listade i Catalogue of Life.